# Футболист года в Черногории
Футболист года в Черногории — ежегодная награда, присуждаемая Футбольным союзом Черногории с 2006 года лучшему футболисту Черногории.

## Победители
- 2006 — Мирко Вучинич,  Лечче /  Рома
- 2007 — Мирко Вучинич,  Рома
- 2008 — Мирко Вучинич,  Рома
- 2009 — Стеван Йоветич[1],  Фиорентина
- 2010 — Мирко Вучинич[2],  Рома
- 2011 — Мирко Вучинич[3],  Ювентус
- 2012 — Мирко Вучинич[4],  Ювентус
- 2013 — Мирко Вучинич[5],  Ювентус
- 2014 — Марко Баша,  Лилль
- 2015 — Стеван Йоветич[6],  Интер
- 2016 — Стефан Савич,  Атлетико Мадрид
- 2017 — Стефан Савич,  Атлетико Мадрид
- 2018 — Стефан Савич,  Атлетико Мадрид
- 2019 — Стефан Мугоша,  Инчхон Юнайтед
- 2020 — Стефан Савич,  Атлетико Мадрид
- 2021 — Стефан Савич,  Атлетико Мадрид
- 2022 — Стефан Савич,  Атлетико Мадрид
- 2023 — Стефан Савич,  Атлетико Мадрид
- 2024 — Никола Крстович,  Лечче